# هربرت فاغنر
هربرت فاغنر (بالألمانية: Herbert Wagner)‏ (و. 1935 – م) هو فيزيائي، وأستاذ جامعي من ألمانيا .

## مناصب وهيئات
أدار جامعة لودفيش ماكسيميليان في ميونخ.

## جوائز
حصل على جوائز منها:
- ميدالية ماكس بلانك (2016).